# Sopuerta
Sopuerta o Garape és un municipi de la província de Biscaia, País Basc, pertanyent a la comarca d'Encartaciones.
El seu nom significa "sota el port", referint-se al Port de Las Muñecas. Per això, en euskera es va traduir com Garape. Fonèticament és més proper el nom Sokortua (hort del racó). En el seu terme municipal està el barri d'Avellaneda, seu foral de la Casa de Juntes de les Encartaciones de Biscaia. El conjunt monumental de la Casa de Juntes és del segle xiv, reformat en el segle xx, en el qual es troba el Museu de Les Encartaciones.

## Personatges il·lustres
- Daniel Ruiz-Bazán (1951): futbolista internacional de l'Athletic Club de Bilbao.
- Koldo Saratxaga (1947): enginyer i directiu empresarial.
- Nicolás Castaño (1836-1926): comerciant i banquer radicat en Cienfuegos (Cuba). Va pastar una de les majors fortunes de l'illa.
- Luis de las Casas (1745-1800): militar i governador de Cuba
- Francisco Cepeda (1906-1935): primer ciclista en morir en cursa al Tour de França